# Инжирный кекс
Инжирный кекс (англ. fig cake, sikopita; от греч. Συκόπιτα) —  сладкая выпечка, основным ингредиентом которой является инжир. Входит в кухни Юга США, Греции, района гор Аппалачи в Северной Америке, а также города Окракоук (Северная Каролина), где проводится ежегодный фестиваль инжира.

## Описание
Кроме собственно инжира, для приготовления теста используются типичные для выпечки ингредиенты, а также орехи (пекан, грецкие орехи, фисташки, миндаль) и специи (корица, мускатный орех, душистый перец и гвоздика) — что роднит его с традиционными рождественскими десертами. Также может быть использован стебель инжирного дерева, который измельчается с помощью кухонного комбайна.
Существует множество вариантов приготовления десерта: он может готовиться в виде пирога, открытого тарта, бисквитного торта, слоистого пирожного, кекса в форме бабы, либо в виде пудинга. Его можно приготовить как безглютеновое блюдо.

Верхушка десерта может покрываться инжирным пюре, мёдом, взбитыми сливками, глазурью (иногда сделанной из пахты). Для украшения могут использоваться и сами плоды инжира.

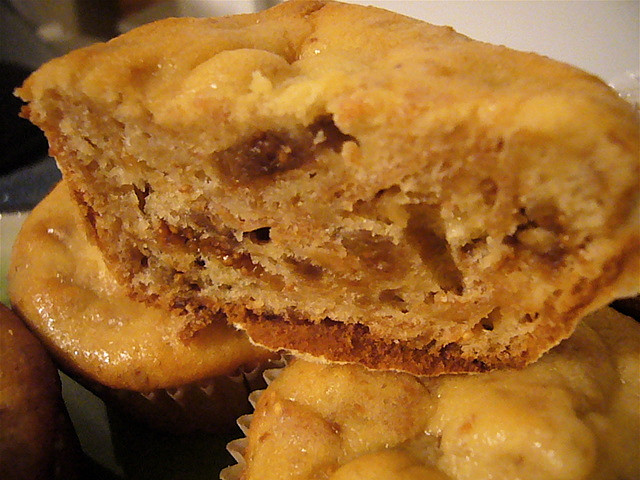
Инжирные капкейки

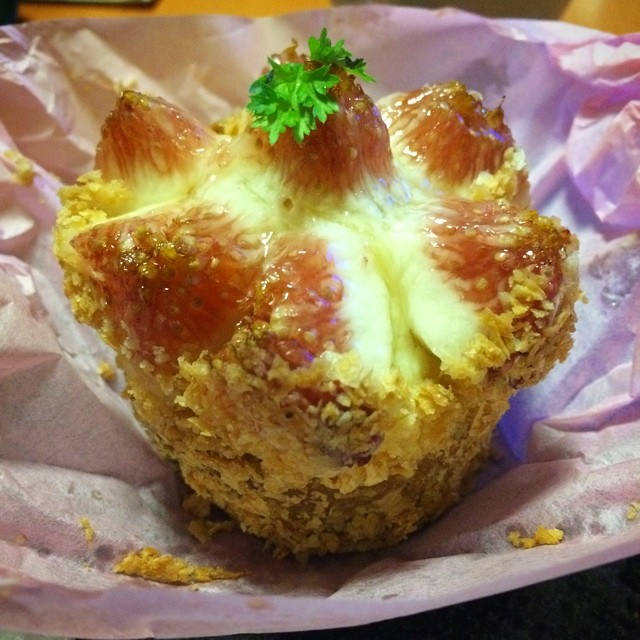
Капкейк с кусочками инжира

## Вариации и распространение
Инжирный пирог входит в кухню Юга США и в греческую кухню, где он называется sikopita. Для его приготовления иногда используют джем из инжира.
Эту и другую подобную выпечку традиционно подают в районе гор Аппалачи в Северной Америке во время празднования Малого Рождества, которое отмечается 6 января (день Богоявления), считающийся днём прибытия волхвов в Вифлеем. Наряду со схожими десертами, приготовленными из джема, слив и яблочного пюре, он является традиционным лакомством во время рождественских праздников в этом регионе.
В Окракоуке, Северная Каролина, инжир и выпечка из него являются важной составляющей местной кухни. В городе проводится ежегодный фестиваль инжира, в программу которого входит конкурс на лучший инжирный десерт. Впервые здесь его приготовила Маргарет Гэрриш в 1950-60-х годах, после чего её рецепт распространился среди жителей. Выпечка из инжира подаётся в нескольких ресторанах города.